# Eva Wildi-Cortés
Eva Wildi-Cortés (* 1975 in Sursee) ist eine Schweizer Volkswirtschaftlerin. Seit 2025 ist sie die Direktorin des Bundesamts für Polizei (Fedpol).

## Leben
Wildi-Cortés legte an der Kantonsschule Sursee die Matura ab. Sie schloss ein Studium an der Universität Bern mit einem Master in Volkswirtschaftslehre und Politikwissenschaft ab. 2002 trat sie in den Dienst von Fedpol ein. Von 2002 bis 2004 nahm sie als stellvertretende Gesamtprojektleiterin eine zentrale Rolle bei der Überprüfung des Systems der Inneren Sicherheit (USIS) wahr. Sie war ab 2004 stellvertretende Sektionschefin, ab 2006 Sektionschefin und stellvertretende Stabschefin. Von 2012 bis 2016 leitete sie den Direktionsbereich Ressourcenmanagement und Strategie. Von 2016 bis 2025 war sie stellvertretende Direktorin von Fedpol.
Zum 1. Februar 2025 wurde Wildi-Cortés als Nachfolgerin von Nicoletta della Valle zur Direktorin des Bundesamts für Polizei (Fedpol) ernannt.
Wildi-Cortés ist verheiratet und hat drei Kinder.